# 2017년 6월 죽음
다음은 2017년 6월에 사망한 저명한 인물 목록이다.
- 6월 2일 - 잉글랜드의 배우 피터 샐리스
- 6월 4일 - 대한민국의 정치인 권익현
- 6월 5일 - 코트디부아르의 축구 선수 셰이크 티오테
- 6월 6일 - 대한민국의 만화가 신동헌
- 6월 8일 - 미국의 배우 글렌 헤들리
- 6월 9일 - 미국의 배우 애덤 웨스트
- 6월 12일 - 대한민국의 뮤지컬 배우 송남영
- 6월 16일
  - 대한민국의 배우 윤소정
  - 독일의 전 총리 헬무트 콜
- 6월 19일 - 인도의 추기경 이반 디아스
- 6월 20일 - 대한민국의 그래픽 디자이너 양승춘
- 6월 24일 - 대한민국의 방송인 박원웅
- 6월 27일
  - 대한민국의 마라톤선수 서윤복
  - 스웨덴의 배우 미카엘 뉘크비스트
- 6월 30일 - 프랑스의 법조인, 정치인 시몬 베유